# Sliepkovce
Sliepkovce (bis 1927 slowakisch auch „Denešovce“; ungarisch Dénesújfalu – bis 1907 Szelepka) ist eine Gemeinde im Osten der Slowakei mit 771 Einwohnern (Stand 31. Dezember 2024), die zum Okres Michalovce, einem Teil des Košický kraj, gehört und in der traditionellen Landschaft Zemplín liegt.

## Geographie
Die Gemeinde befindet sich in der Ostslowakischen Ebene im Ostslowakischen Tiefland, am rechten Ufer des Laborec, unweit fließt auch der kanalisierte Fluss Duša. Das Ortszentrum liegt auf einer Höhe von 110 m n.m. und ist 11 Kilometer von Michalovce entfernt.
Nachbargemeinden sind Žbince im Westen und Norden, Zemplínska Široká im Nordosten, Palín im Osten und Südosten, Budkovce im Süden und Hatalov im Südwesten.

## Geschichte

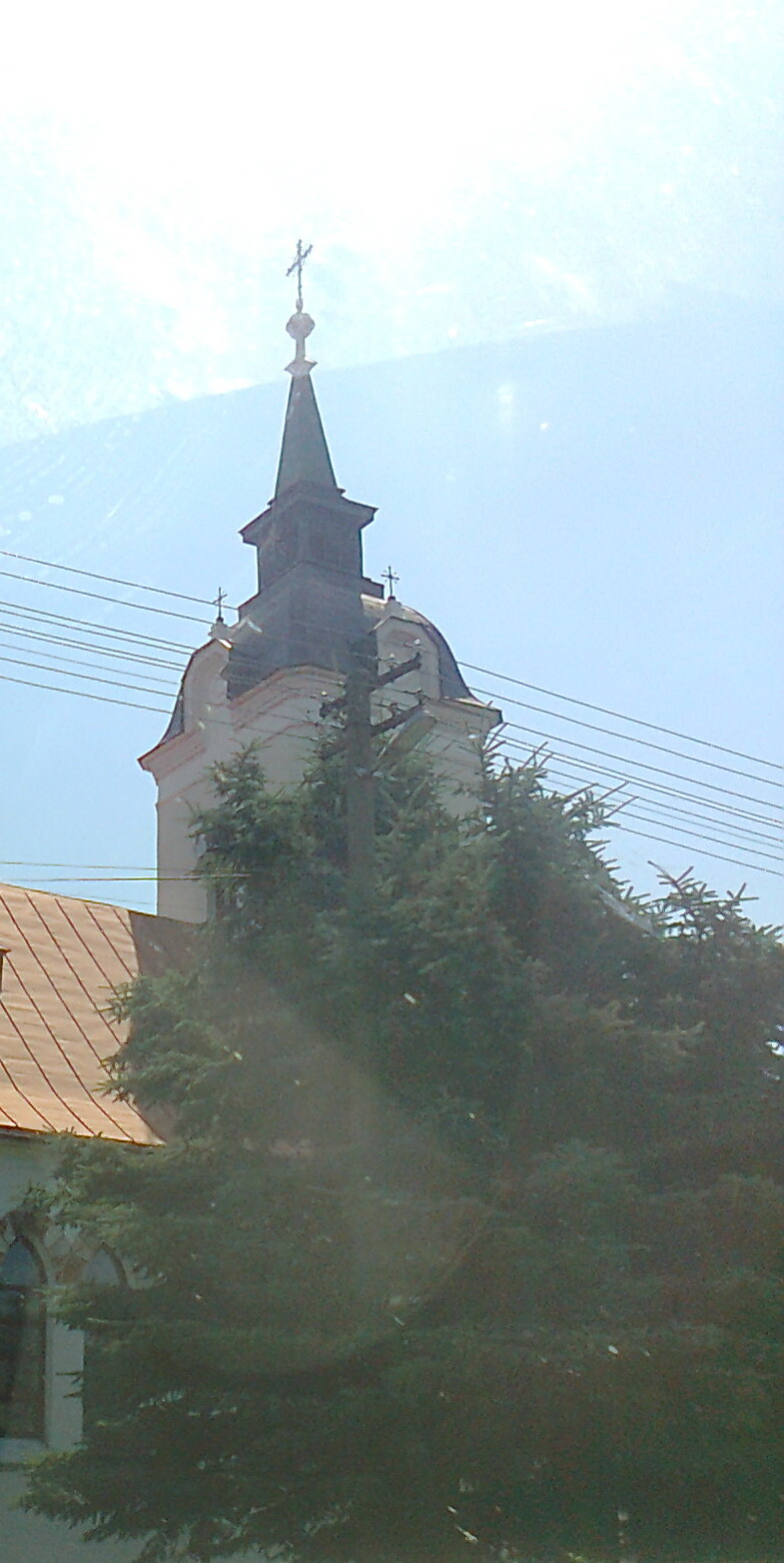
Römisch-katholische Kirche im Ort

Sliepkovce wurde zum ersten Mal 1314 (nach älteren Quellen 1345 als Selephke) schriftlich erwähnt, weitere historische Bezeichnungen sind unter anderen Zelepka (1460) und Slepkowecze (1773). Das Dorf entstand als Siedlung königlicher Grenzwächter. Im 18. Jahrhundert war es Besitz der Familie Szirmay, im 19. Jahrhundert der Familien Balassa und Lobkovicz. 
1600 standen sieben Untertanen-Häuser im Ort, 1715–1720 war Sliepkovce vollkommen verlassen. 1787 hatte die Ortschaft 38 Häuser und 258 Einwohner, die als Landwirte tätig waren. Die Einwohner nahmen am Ostslowakischen Bauernaufstand von 1831 teil. Der Ort wurde immer wieder von Hochwasser des Laborec und der Duša heimgesucht und nach einem verheerenden Hochwasser im Jahr 1895 wurde der Ort an neuer Stelle aufgebaut, auf Ländereien des Grafen Dénes Andrássy, die vorher zur Gemeinde Žbince gehörten. Der alte Standort ist heute als Starý valal bekannt.
Bis 1918/1919 gehörte der im Komitat Semplin liegende Ort zum Königreich Ungarn und kam danach zur Tschechoslowakei beziehungsweise heute Slowakei. In der Zeit der ersten tschechoslowakischen Republik waren die Einwohner weiterhin vor allem als Landwirte beschäftigt. Nach dem Zweiten Weltkrieg pendelte ein Teil der Einwohner zur Arbeit in Industriebetriebe in der Umgebung sowie im tschechischen Landesteil der Tschechoslowakei, die örtliche Einheitliche landwirtschaftliche Genossenschaft (Abk. JRD) wurde im Jahr 1958 gegründet.

## Bevölkerung
| Jahr                | 1994 | 2004    | 2014    | 2024    |
| ------------------- | ---- | ------- | ------- | ------- |
| Anzahl der Personen | 710  | 704     | 753     | 771     |
| Unterschied         |      | −0,84 % | +6,96 % | +2,39 % |

| Jahr                | 2023 | 2024    |
| ------------------- | ---- | ------- |
| Anzahl der Personen | 777  | 771     |
| Unterschied         |      | −0,77 % |

Nach der Volkszählung 2011 wohnten in Sliepkovce 753 Einwohner, davon 705 Slowaken, 11 Roma und zwei Ukrainer. 35 Einwohner machten keine Angabe zur Ethnie.
477 Einwohner bekannten sich zur römisch-katholischen Kirche, 88 Einwohner zur griechisch-katholischen Kirche, neun Einwohner zur orthodoxen Kirche, sieben Einwohner zur reformierten Kirche, jeweils drei Einwohner zur Evangelischen Kirche A. B. und zur evangelisch-methodistischen Kirche und ein Einwohner zu den Zeugen Jehovas. Bei 165 Einwohnern wurde die Konfession nicht ermittelt.

## Bauwerke und Denkmäler
- römisch-katholische Kirche Verklärung des Herrn im historisierenden Stil aus dem Jahr 1922[6]

## Verkehr
Durch Sliepkovce führt die Cesta III. triedy 3744 („Straße 3. Ordnung“) von Drahňov (Anschluss an die Cesta II. triedy 552 („Straße 2. Ordnung“)) und Budkovce heraus und weiter nach Michalovce (Anschluss an die Cesta I. triedy 19 („Straße 1. Ordnung“)). Die nächsten Bahnanschlüsse sind in Budkovce Bahnstrecke Veľké Kapušany–Bánovce nad Ondavou und in Michalovce an der Bahnstrecke Michaľany–Łupków.